# Hettitisch leger

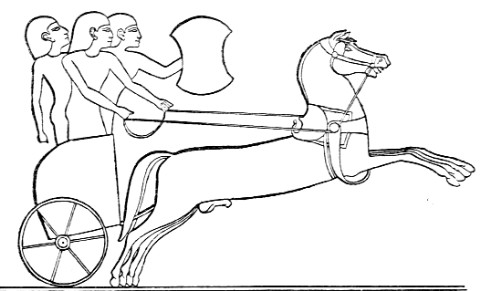
Hettitische strijdwagen

Het Hettitische leger stond onder bevel van de koning der Hettieten. Hij deed dit meestal in persoon, aangezien de Hettitische maatschappij van oorsprong militaristisch was. Hij kon echter zijn bevoegdheid overdragen, ofwel omdat hij religieuze plichten had te vervullen, ofwel omdat hij ziek was.

## Organisatie
Het leger, ongeveer dertigduizend man sterk in vredestijd, werd gevormd door dienstplichtigen, huurlingen en door manschappen die geleverd werden door vazalstaten. Het leger kende een decimale indeling: een basiseenheid omvatte 10 mannen die door een uit de lage adel afkomstige officier aangevoerd werden. Op de hogere niveaus werd men gegroepeerd in eenheden van 100, en vervolgens 1000 man. Er was waarschijnlijk geen soldij voor de dienstplichtigen; hun beloning was buit die ze veroverden. Wanneer men gelegerd was leefde het leger van het land, maar er bestond ook een dienst van voorziening van de legers die was uitgerust met wagens met ossen en ezels. Beschikbare wapens waren lans, rechte of gebogen degen, dolk en bijl. Een boog met een dertigtal pijlen in een pijlenkoker werd gebruikt door de lichte infanterie. Een strijder werd door een geschubde wapenrusting, helm en schild beschermd.

## Tactiek
Het leger bestond uit twee onderdelen: infanterie en strijdwagens. De infanterie was getraind en gedisciplineerd, ze kon goed uit de voeten op heuvelachtig terrein. Het handhaven van de orde in overheerste landen was een belangrijke taak. Ze was in het bijzonder opgeleid om verrassingsaanvallen uit te voeren. Als het terrein het toeliet, was de strijdwagen een wezenlijk element in de strijd. Hij was licht, gemakkelijk bestuurbaar en snel. De bestuurder kreeg een soldaat mee die hem met een schild moest beschermen. In tegenstelling tot het Oud-Egyptische leger gebruikten de Hettieten vanuit de strijdwagen niet pijl-en-boog maar de lans. Het was een efficiënt aanvalswapen, met als opdracht in vijandige rangen paniek te zaaien en ze uit elkaar te slaan.
De Hettieten waren ook bedreven in het bouwen van vestingwerken bij steden.

## Referentie
- art. Hittites, fr.wikipedia.org (2004-2006). (L'armée [193.248.41.94, 31 juli 2005])